# Rachele nasconde gli idoli
Rachele nasconde gli idoli è un affresco risalente al 1726-1729 di Giambattista Tiepolo che si trova nel Palazzo Patriarcale a Udine.
L'opera è situata nella cosiddetta Galleria degli ospiti.

## Descrizione e stile
Tiepolo dipinse gli affreschi del Palazzo Patriarcale utilizzando temi biblici; tra questi vi è il racconto di Rachele, presente nella Genesi 31,17. Rachele e Lia sono le due figlie di Labano; Giacobbe sposò entrambe le giovani e, dopo 14 anni di lavori, riuscì a fuggire da Labano che lo aveva ingannato, portando via sui cammelli i suoi figli e le sue mogli.
Prima di partire, Rachele rubò gli idoli di suo padre, che scoprì il furto e inseguì Giacobbe. Labano, una volta raggiunta la coppia, chiese perché avessero rubato gli idoli, ma Giacobbe, non sapendo nulla, negò con forza. Labano li cercò ma senza successo, perché Rachele li aveva nascosti e si era seduta sopra, rifiutando di alzarsi di fronte a suo padre.
Tiepolo rappresenta il momento in cui Labano, raffigurato come un vecchio, si avvicina alla figlia Rachele, seduta sulla sella del cammello, al di sotto della quale vi sono gli idoli. Rachele è il perno della composizione: da una parte si vede Lia, l'altra moglie di Giacobbe, con un'anfora in braccio, dietro vi sono alcuni cammelli e cammellieri in riposo e, a sinistra, un gruppo di cui fanno parte un pastore, un servo, bambini e bestiame, a simboleggiare l'insieme di fuggiaschi e la loro semplice vita pastorale.